# 太田篤志
太田 篤志（おおた あつし、1968年 - ）は、日本の作業療法士。専門は発達障害学。姫路獨協大学客員教授。
1986年福岡県立明善高等学校卒業、1990年長崎大学医療技術短期大学部卒業、1997年佛教大学社会学部卒業、1999年広島大学大学院医学系研究科修了。1995年広島大学大学医学部助手、2006年姫路獨協大学医療保健学部教授、2012年姫路獨協大学医療保健学部客員教授。2015年プレイジム（児童発達支援・放課後等デイサービス事業所）を開設。
発達障害児に対する感覚統合療法について広く啓発するとともに、感覚統合療法に関する重要な検査方法JSI-R,JPAN感覚処理・行為機能検査）を開発した。JSI-Rは、発障害児のアセスメントとして広く活用されている。また重度障害者に対するスヌーズレン実践の普及に貢献している。

## 学会
- 日本感覚統合学会 常任理事
- 日本スヌーズレン協会 理事　チーフ・スーパーバイザー
- 日本LD学会
- 日本自閉症スペクトラム学会　理事
- 日本小児精神神経学会

## 著書

### 単著
- 太田篤志『手先が不器用な子どもの感覚と運動を育む遊びアイデア 感覚統合を活かした支援のヒント (特別支援教育サポートBOOKS)』明治図書出版、2017年。ISBN 9784182327179。
- 太田篤志『「発達障がい」が気になる子がよろこぶ！　楽しい遊び』PHP研究所、2016年。ISBN 9784569829487。
- 太田篤志『イラスト版 発達障害児の楽しくできる感覚統合 感覚とからだの発達をうながす生活の工夫とあそび』合同出版、2012年。ISBN 9784772610902。

### 共著
- 『子育て　錦を紡いだ保育実践　ヒトの子を人間に育てる』エイデル研究所、2011年。ISBN 9784871684910。

### 分担執筆
- 『発達支援学　その理論と実践　育ちが気になる子の子育て支援体系』協同医書出版社、2011年。ISBN 9784763921314。

### 監修
- 『ちょっとしたスペースで発達障がい児の脳と感覚を育てるかんたん運動』合同出版、2011年。ISBN 9784772610360。

## 参考
- J-GLOBAL: